# Ривера (Тексас)
Ривера (енгл. Rivera) насељено је место без административног статуса у америчкој савезној држави Тексас.

## Демографија
По попису из 2010. године број становника је 162.
| Група             | 2000.    | 2010.       |
| Белци             | 0 (0,0%) | 47 (29,0%)  |
| Афроамериканци    | 0 (0,0%) | 0 (0,0%)    |
| Азијати           | 0 (0,0%) | 0 (0,0%)    |
| Хиспаноамериканци | 0 (0,0%) | 115 (71,0%) |
| Укупно            | 0        | 162         |